# Vejiga natatoria

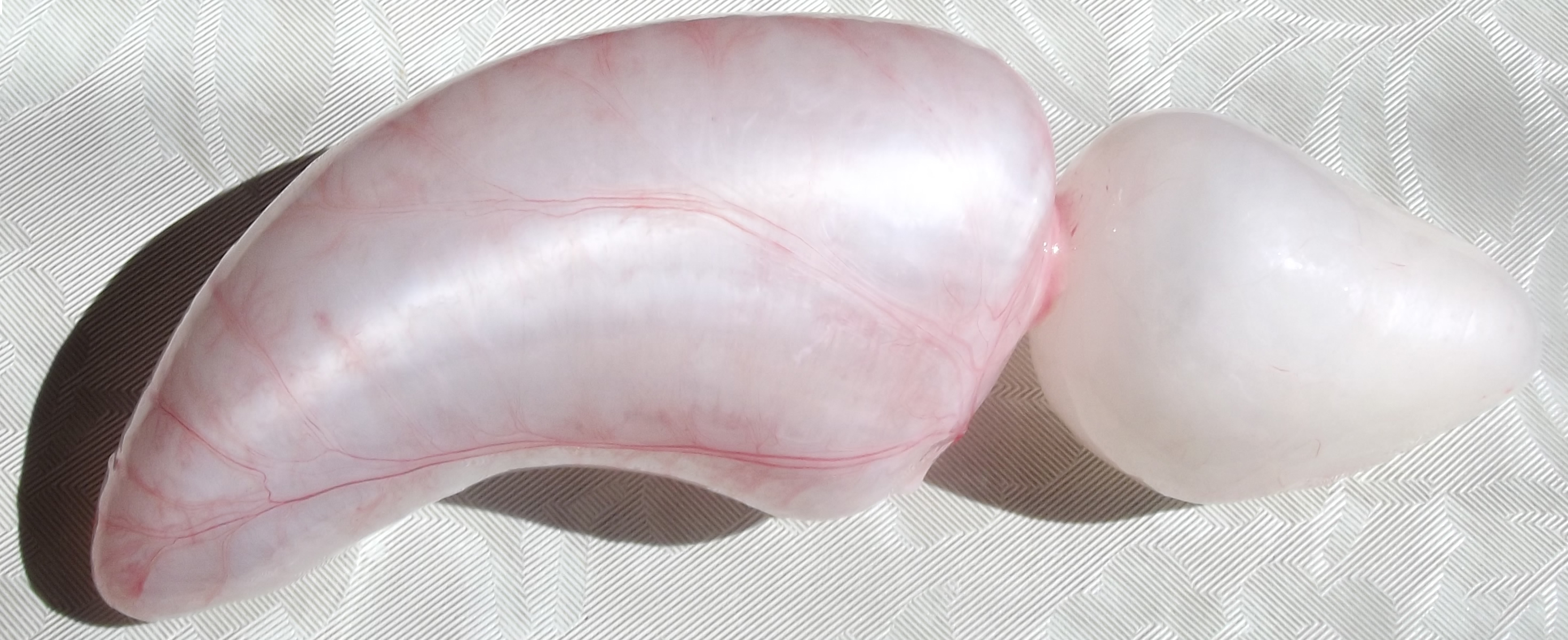
Vejiga natatoria de una brema.

La vejiga natatoria es un órgano de flotación que poseen muchos peces óseos. Se trata de una bolsa de paredes flexibles llena de gas y se encuentra en el celoma, justo bajo la columna vertebral. Los peces óseos tienen un peso específico ligeramente por encima del agua. La vejiga natatoria controla la flotabilidad neutral del pez en el agua, sin la necesidad de un esfuerzo muscular.[cita requerida]
La mayoría de los peces óseos poseen una vejiga natatoria, sin embargo, existen excepciones como algunos peces bentónicos que no se beneficiarían de una flotabilidad neutral. Muchos peces predadores tampoco la tienen y les da la ventaja de poderse mover rápidamente en diferentes profundidades, mientras peces con la vejiga natatoria son limitados a cierta profundidad en el agua. Ejemplo típico de estos predadores son los elasmobranquios (tiburones y rayas), y también el verdel.[cita requerida]

## Funcionamiento
Como se ha mencionado anteriormente, el pez solo está flotando en equilibrio a cierta profundidad. Esto se debe a que la presión hidrostática aumenta con la profundidad, lo que hace que el volumen de la vejiga disminuya a mayor profundidad. Esto no le causa problemas graves al pez, ya que hasta incluso con una vejiga completamente comprimida, el pez solo pesa ligeramente más que el agua.
Sin embargo, cuando la vejiga sube se expande y el pez tiene que nadar activamente hacia abajo, de lo contrario subiría hasta una altura crítica donde perdería el control.
Existen dos maneras de ajustar el volumen de la vejiga natatoria:
1. Fisóstomos: Muchos peces que tienen su hábitat cerca de la superficie del agua solo suben a esta y tragan aire para cargar la vejiga y para descargar “eructan” el aire. Esto es posible porque tienen un conducto neumático que conecta la vejiga con el esófago. Peces que varían mucho en profundidad de su hábitat tendrían que tragar mucho aire para estar equilibrados a alta profundidad, esto les daría mucha fuerza flotante hacia arriba a baja profundidad, así requieran mucho esfuerzo para bajar. Los salmones sufren de este problema y estudios muestran que no tragan aire adicional antes de bajar, lo que les hace negativamente flotantes y les facilita bajar, pero requieren más esfuerzo para subir.[2]
2. Fisoclistos: Los peces más especializados no tienen el conducto neumático y ajustan el volumen de su vejiga por intercambio de gases de la sangre, lo que les hace independientes del aire por encima de la superficie. La mayor parte de la superficie de la vejiga es impermeable al gas, así que el intercambio de este ocurre solo en dos lugares específicos. En la glándula de gas, donde se agrega gas a la vejiga y una zona de reabsorción (el oval), donde se transmite gas desde la vejiga a la sangre. La glándula de gas contiene una red de capilares sanguíneos, llamados rete mirabilis. Una rete es un conjunto de capilares que tienen un contraflujo en las venas y arterias, que previene una pérdida de oxígeno al sistema sanguíneo. Este sistema es muy eficaz y demuestra eso en condiciones extremas. Existen peces que usan este sistema en profundidades de hasta 4000 m, en donde la presión dentro de la vejiga sube a 400 atm, mientras la presión en la sangre no puede sobrepasar los 0,2 atm. Reabsorber gas de la vejiga al sistema sanguíneo es más fácil, porque el gas se difunde naturalmente por el gradiente de presión cuando el pez abre una válvula muscular.[1]

## Diferencias del tamaño de la vejiga en agua dulce y agua de mar
La vejiga natatoria es de forma más o menos oval, pero varía bastante en diferentes especies. El volumen, por el contrario, casi siempre se mantiene igual, y solo varía entre agua dulce y agua del mar. En peces marinos la vejiga ocupa un 5 % del volumen total de pez, mientras en peces de agua dulce ocupa un 7 %. Esto se debe a que la gravedad específica de un pez se mantiene constante entre las diferentes especies, pero como el agua dulce tiene una densidad menor que el agua marina, se necesita un volumen mayor para alcanzar una flotabilidad neutral.[cita requerida]

## Estructuras similares en otros organismos
Los sifonóforos tienen una vejiga natatoria especial que permite que las colonias de medusas- puedan flotar a lo largo de la superficie del agua, mientras que sus tentáculos son arrastrados.[cita requerida]
Aldrovanda vesiculosa, una especie de planta acuática y carnívora, debe su nombre «vesiculosa», como referencia a un tipo de vejiga natatoria que posee; las cuales le permiten mantenerse en suspensión cerca de la superficie.[cita requerida]